# Johan Lundgren (affärsman)
Johan Lundgren, född 4 oktober 1966, är en svensk affärsman som sedan december 2017 är verkställande direktör för resebolaget Easyjet. Han har tidigare varit vice koncernchef i den tyska resebolagskoncernen TUI och dessförinnan Nordenchef för dotterbolaget Fritidsresor. Utöver att vara affärsman är Johan Lundgren även utbildad trombonist.